# Mats Bergman
Mats Bergman [ˈbærjman] (Gotemburgo, 5 de mayo de 1948) es un actor sueco.

## Vida
Es hijo de Ingmar Bergman y Ellen Bergman (de soltera Lundström), hermano gemelo de Anna, hermano de Eva (* 1945) y Jan Bergman (* 1946), y hermanastro de Lena Bergman (* 1943), Maria von Rosen (* 1959), Daniel Bergman (* 1962) y la escritora Linn Ullmann (* 1966).
Mats Bergman se licenció en la Academia de Teatro de Estocolmo en 1971. Después trabajó como actor en el Norrbottensteatern y el Stockholms Stadsteater, antes de incorporarse al elenco permanente de Dramatens en 1987. Muchos le reconocen por el papel de Bruno Anderhage en dos de las películas de Stig-Helmer y como el forense Nyberg en la serie Wallander.
Mats Bergman es hijo de Ingmar Bergman y Ellen Bergman y hermano de Anna, Eva y Jan Bergman, así como hermanastro del capitán de aviación Ingmar Bergman Jr, Daniel Bergman, Lena Bergman, Maria von Rosen y Linn Ullmann. Vive en Östermalm, Estocolmo. Estuvo casado con la diseñadora de vestuario Anna Bergman (nacida en 1965) entre 1991 y 2003.

## Obra
Mats Bergman terminó su formación en la Escuela de Arte Dramático de Estocolmo en 1971. Es un actor de cine y televisión muy ocupado y popular en Suecia; también es miembro del conjunto del Teatro Dramático Real (Dramaten) de Estocolmo, donde su padre también dirigió hasta su muerte en 2007.
Los telespectadores alemanes conocen a Mats Bergman como el forense Nyberg en la serie policíaca de 32 capítulos Degeto Mankell's Wallander, escrita especialmente para la televisión y emitida por ARD en 2006. No debe confundirse con los largometrajes sobre Wallander con Rolf Lassgård en el papel principal, que la ZDF lleva años produciendo en coproducción con la Televisión Sueca (SVT) basándose en las novelas de Henning Mankell.

## Filmografía seleccionada
- 1975 – Tjocka släkten (serie de televisión)
- 1979 – Den nya människan
- 1981 – Drottning Kristina (obra de televisión)
- 1981 – Du måste förstå att jag älskar Fantomen (serie de televisión)
- 1981 – Olsson per sekund eller Det finns ingen anledning till oro
- 1981 – Skärp dig, älskling! (serie de televisión)
- 1982 – Fanny och Alexander
- 1982 – Oldsmobile
- 1984 – Hur ska det gå för Pettersson? (teatro de televisión)
- 1986 – Prästkappan (serie de televisión)
- 1987 – Jim och piraterna Blom
- 1987 – Don Juan
- 1987 – Träff i helfigur (serie de televisión)
- 1988 – Kråsnålen
- 1988 – Gull-Pian
- 1990 – Honungsvargar
- 1991 – Den ofrivillige golfaren
- 1994 – Kan du vissla Johanna
- 1994 – Fallet Paragon (serie de televisión)
- 1995 – Den täta elden (serie de televisión)
- 1996 – Monopol
- 1996 – Att stjäla en tjuv
- 1999 – Hälsoresan – En smal film av stor vikt
- 2000 – Herr von Hancken (serie de televisión)
- 2003 – Belinder auktioner
- 2003 – Ondskan (Evil)
- 2004 – Danslärarens återkomst
- 2005 – Wallander – Innan frosten (Wallander: Antes de la helada)
- 2005 – Wallander – Byfånen (Wallander: El idiota del pueblo)
- 2005 – Wallander – Bröderna (Wallander: Los hermanos)
- 2005 – Wallander – Mörkret (Wallander: La oscuridad)
- 2005 – Wallander – Afrikanen (Wallander: El africano)
- 2006 – Wallander – Den svaga punkten (Wallander: El punto débil)
- 2006 – Wallander – Mastermind
- 2006 – Wallander – Fotografen (Wallander: El fotógrafo)
- 2006 – Wallander – Täckmanteln (Wallander: La tapadera)
- 2006 – Wallander – Luftslottet (Wallander: El castillo de aire)
- 2006 – Wallander – Blodsband (Wallander: Lazos de sangre)
- 2006 – Wallander – Jokern (Wallander: El comodín)
- 2006 – Wallander – Hemligheten (Wallander: El secreto)
- 2006 – Göta Kanal 2 - Kanalkampen (Göta Canal 2 - La batalla del canal)
- 2007 – En riktig jul (Calendario de Adviento en Sveriges television) (un episodio)
- 2008 – LasseMajas detektivbyrå - Kameleontens hämnd (La agencia de detectives de LasseMaja: La venganza del camaleón)
- 2009 – Wallander – Hämnden (Wallander: La venganza)
- 2009 – Wallander – Skulden (Wallander: La culpa)
- 2009 – Wallander – Kuriren (Wallander: El mensajero)
- 2009 – Wallander – Cellisten (Wallander: El violonchelista)
- 2009 – Wallander – Tjuven (Wallander: El ladrón)
- 2009 – Wallander – Prästen (Wallander: El sacerdote)
- 2009 – Wallander – Läckan (Wallander: La fuga)
- 2009 – Wallander – Skytten (Wallander: El tirador)
- 2010 – Wallander – Dödsängeln (Wallander: El ángel de la muerte)
- 2010 – Wallander – Vålnaden (Wallander: El fantasma)
- 2010 – Wallander – Arvet (Wallander: La herencia)
- 2010 – Wallander – Indrivaren (Wallander: El recaudador)
- 2010 – Wallander – Vittnet (Wallander: El testigo)
- 2012 – Flimmer
- 2013 – Wallander – Den orolige mannen (Wallander: El hombre inquieto)
- 2013 – Wallander – Försvunnen (Wallander: Desaparecido)
- 2013 – Wallander – Sveket (Wallander: La traición)
- 2013 – Wallander – Saknaden (Wallander: La ausencia)
- 2013 – Wallander – Mordbrännaren (Wallander: El incendiario)
- 2013 – Wallander – Sorgfågeln (Wallander: El pájaro de la tristeza)
- 2013 – Inkognito (serie de televisión)
- 2018 – Sthlm Rekviem (Estocolmo Réquiem) (serie de televisión)

## Teatro

### Roles
| Año  | Rol                                                                               | Producción                                                                               | Dirección           | Teatro                           |
| ---- | --------------------------------------------------------------------------------- | ---------------------------------------------------------------------------------------- | ------------------- | -------------------------------- |
| 1972 |                                                                                   | Herrn går på jakt (Monsieur chasse!) Georges Feydeau                                     | Christian Lund      | Norrbottensteatern               |
| 1976 |                                                                                   | Den heliga familjen Rudolf Värnlund                                                      | Christian Lund      | Norrbottensteatern               |
| 1977 | Hammar                                                                            | Hermelinarna eller drömmen om stålverket Lars Molin y Macke Nilsson                      | Christian Lund      | Norrbottensteatern               |
| 1978 | Un noble                                                                          | Othello William Shakespeare                                                              | Johan Bergenstråhle | Teatro de la ciudad de Estocolmo |
| 1979 | Frederick Treves                                                                  | Elefantmannen (The Elephant Man) Bernard Pomerance                                       | Jurij Lederman      | Teatro de la ciudad de Estocolmo |
| 1980 | Bowers                                                                            | Terra Nova Ted Tally                                                                     | Fred Hjelm          | Teatro de la ciudad de Estocolmo |
| 1980 | Hijo del banquero Gallina 1                                                       | Hoppla, vi lever! (Hoppla, wir leben!) Ernst Toller                                      | Fred Hjelm          | Teatro de la ciudad de Estocolmo |
| 1982 | Milyj, semental, etc.                                                             | Historien om en häst (Холстомер, Cholstomer) Leo Tolstoy                                 | Lars Edström        | Teatro de la ciudad de Estocolmo |
| 1982 | El oficial                                                                        | Crimen y castigo (Преступление и наказание, Prestuplenie i nakazanie) Fiódor Dostoyevski | Jan Håkanson        | Teatro de la ciudad de Estocolmo |
| 1983 | Solyony                                                                           | Tres hermanas (Три сестры, Tri sestry) Antón Chéjov                                      | Otomar Krejča       | Teatro de la ciudad de Estocolmo |
| 1984 | Valter Lucentio                                                                   | La fierecilla domada (The Taming of the Shrew) William Shakespeare                       | Marianne Rolf       | Teatro de la ciudad de Estocolmo |
| 1987 | Actor                                                                             | Las joyas de la reina Carl Jonas Love Almqvist                                           | Peter Oskarson      | Dramaten                         |
| 1988 | Hans Windrank, capitán                                                            | Maestro Olof August Strindberg                                                           | Lennart Hjulström   | Dramaten                         |
| 1988 | Tiger-Brown                                                                       | La ópera de los tres centavos (Die Dreigroschenoper) Bertolt Brecht y Kurt Weill         | Peter Langdal       | Dramaten                         |
| 1988 | Korovjev El doctor                                                                | El maestro y Margarita (Мастер и Маргарита, Master i Margarita) Mijaíl Bulgákov          | Jurij Ljubimov      | Dramaten                         |
| 1991 | Petter Hermano Giovanni                                                           | Romeo y Julieta (The Tragedy of Romeo and Juliet) William Shakespeare                    | Peter Langdal       | Dramaten                         |
| 1992 | Figaro                                                                            | Las bodas de Fígaro (La Folle Journée, ou Le Mariage de Figaro ) Pierre de Beaumarchais  | Wilhelm Carlsson    | Dramaten                         |
| 1993 | El hombre sin reloj                                                               | La habitación y el tiempo (Die Zeit und das Zimmer) Botho Strauss                        | Ingmar Bergman      | Dramaten                         |
| 1994 | Raema, actor                                                                      | Variaciones Goldberg (Die Goldberg-Variationen) George Tabori                            | Ingmar Bergman      | Dramaten                         |
| 1996 |                                                                                   | Directo al bolsillo (Cash on Delivery) Michael Cooney                                    | Lars Amble          | Maximteatern                     |
| 2000 | Niklas Botten, tejedor                                                            | El sueño de una noche de verano (A Midsummer Night's Dream) William Shakespeare          | John Caird          | Dramaten                         |
| 2003 | Axel                                                                              | La abuela y el Señor Hjalmar Bergman                                                     | Christian Tomner    | Dramaten                         |
| 2005 | El verdugo                                                                        | El secreto del sultán (al'Sultan al-hair) Tawfiq al-Hakim                                | Eva Bergman         | Dramaten                         |
| 2006 | El carbonero El organillero Planta útil Escarcha Cabra de Navidad Señor Fabrikant | Petter y Lotta y la gran carretera Lucas Svensson basado en Elsa Beskow                  | Carolina Frände     | Dramaten                         |
| 2009 | Pastor Evans                                                                      | Las alegres comadres de Windsor (The Merry Wives of Windsor) William Shakespeare         | John Caird          | Dramaten                         |
| 2015 | Tony                                                                              | La vida es un schlager Jonas Gardell y Fredrik Kempe                                     | Jonas Gardell       | Cirkus, Estocolmo                |